# Rita Mielke
Rita Mielke (* 1957 in Korschenbroich) ist eine deutsche Literaturwissenschaftlerin, Journalistin und Autorin. Ihre Themenschwerpunkte sind Kulturgeschichte, Literatur und Sprache.

## Werdegang
Rita Mielke ist 1957 in Korschenbroich geboren und aufgewachsen. Sie studierte Germanistik, Anglistik und Komparatistik. 1987 wurde sie an der RWTH Aachen mit einer Dissertation über den österreichischen Schriftsteller Ernst Weiß promoviert. Als freie Journalistin schrieb Mielke unter anderem für das FAZ-Magazin. Ab ca. 1990 war Mielke mehrere Jahrzehnte in der WDR-Hörfunksendung Hallo Ü-Wagen für die Expertenrunden, die Vorgespräche und die Expertenbetreuung verantwortlich. Nach Stationen in Aachen, Frankfurt am Main und Mönchengladbach lebt sie seit 1995 wieder in Korschenbroich. Dort organisiert sie beispielsweise seit 2005 die Veranstaltungsreihe „Korschenbroich liest“ im Kulturbahnhof Korschenbroich. Mielke ist verheiratet und seit 1989 Mutter einer Tochter.

## Rezensionen
Matthias Heine beschreibt in einer Rezension im Feuilleton der Tageszeitung Die Welt, wie er durch Mielkes „schön gestaltetes“ Buch „Atlas der verlorenen Sprachen“ die Hintergründe der verlorenen Lingua franca erlernt habe. Diese von Mielke in ihrem Buch untersuchte auf romanischer Grundlage entstandene und mit arabischen und slawischen Elementen angereicherte Zwecksprache lebe in Texten von Molière oder Goldoni fort.

## Publikationen (Auswahl)
- Der phänomenale Sprachfragenbeantworter. Duden, Berlin 2014, ISBN 978-3-411-71145-1.
- mit Jürgen C. Heß: 100 x Besserwissen: 100 Antworten auf Fragen, die kaum jemand ganz beantworten kann. Duden, Berlin 2014, ISBN 978-3-411-90886-8.
- Duden, Unnützes Wissen: Deutschland. Duden, Berlin 2015, ISBN 978-3-411-74835-8.
- Duden, Wolke sieben: warum es dort so schön ist und andere wunderbare Sprachgeschichten. Duden, Berlin 2016, ISBN 978-3-411-70526-9.
- Du hast das Wort, Schätzchen! 100 charmante Geschichten rund um die Sprache. Duden, Berlin 2017, ISBN 978-3-411-75698-8.
- Im Wald: eine Wortwanderung durch die Natur. Duden, Berlin 2019, ISBN 978-3-411-74258-5.
- Atlas der verlorenen Sprachen. Duden, Berlin 2020, ISBN 978-3-411-70984-7.
- Als Humboldt lernte, Hawaiianisch zu sprechen. Duden, Berlin 2021, ISBN 978-3-411-05988-1.